# 機動戦士ガンダム ギレンの野望 ジオン独立戦争記
『機動戦士ガンダム ギレンの野望 ジオン独立戦争記』（きどうせんしガンダム ギレンのやぼう ジオンどくりつせんそうき）は、PlayStation 2用戦略シミュレーションゲーム。

## 概要
アニメ作品群『ガンダムシリーズ』を題材にした戦略シミュレーションゲーム『ギレンの野望』シリーズの第3作目。
前作『機動戦士ガンダム ギレンの野望 ジオンの系譜』では『機動戦士ガンダム』で描かれた一年戦争を再現した第1部と『機動戦士Ζガンダム』『機動戦士ガンダムΖΖ』の時代に相当する第2部の2部構成だったが、本作は一年戦争（＝ジオン独立戦争）のみを掘り下げるという趣旨により第2部は存在しない。
また、複数の部隊を編成し行動する「軍団制」をはじめ、「策略システム」「政策コマンド」などのシステムの採用、登場するキャラの中から任意のキャラを大将としてプレイできる「オリジナルモード」、シリーズ初の3Dポリゴンによる戦闘シーンなど様々な新要素を導入しているのが特徴である。

## 軍団制の導入
プレイヤーが複数の部隊によって編成した「軍団」単位で指示を行うシステムとなっている。多数の部隊を一つ一つ操作するのが面倒という声に応えたシステム。軍団長の階級によって部隊数が変動する（大将30部隊、以下中将27、少将24、大佐21、中佐18、少佐15。大尉以下は軍団長に任命できず、軍団長不在の場合は10部隊）。軍団は12まで作成することができる。
多数の部隊を1部隊ずつ扱うという手間は減ったが、敵拠点への侵攻がマップ間移動ではなく、拠点と拠点を結ぶルートを軍団が移動するという形となり、そのルートは同時には1軍団しか侵攻できない（大気圏突入・打ち上げによる侵攻、および自軍拠点間の移動は別）ため、連邦軍特有の物量作戦がとりづらくなった。また、敵拠点への侵攻は「攻略作戦」という作戦を発動してからでないと行えない。この作戦の内容によって、一度に送り込める軍団数が左右される。
なお、プレイヤーは地球圏上空を除く全ての敵拠点を占拠するまで、たとえ隣接していても敵本拠地に進軍できない。一方で、CPU側にはこの制約はない。
戦闘開始時に各軍団ごとに細かく指示を出すことができ、1つの軍団だけ自分で操作して残りの軍団すべてCPUに任せるといったことができる。指示の内容も「攻撃重視」「拠点確保優先」「軍団長に任せる」「平均的に戦う」と多数存在し、選んだ内容によって能力値の補正などが若干変化する。なお、雑誌「電撃PlayStation」で「軍団長に任せる委任だと、各軍団長毎に個性があるのか」という検証をした際、特に目立った違いはなかったという。
また『ジオンの系譜』ではユニット総数が200までと制限されていたが、今回は各軍団の最大配属数+倉庫の部隊（100部隊）まで保有できる。

## 策略システム
軍団制の導入によって新たに生まれた概念が、この策略システムである。これは各キャラクターに個別に設定されている新たな能力値である「策略」の値に従って策略ポイントが与えられ、戦術画面に入る前にこのポイントを消費することで、様々な効果（部隊の命中率や回避率などが上下したり、補給や修理、援護砲撃が行われるなど、重要なものが多い）を発動するというもの。
この「策略」の値は、多くの場合、原作で策謀家や参謀的な性質を持っていたキャラクターが高く設定されており、従来能力が低かった一部の高級士官（連邦軍のゴップなど）が、一転して活躍の場を得る事になった。これに関連して、ほとんどのキャラクターが「パイロットとしての能力（射撃や格闘など）」「軍団長としての能力（魅力や策略など）」「軍団長としての資格（階級やキャラクター間の相性）」のいずれかを備えていずれかを欠く形になり、使い道の少ない、事実上の「死にキャラクター」が減ったことが挙げられる。

## コマンドのコスト制と部下提案
これまでの作品はコマンド実行時には資金または資源を消費していくものであったが、本作では資金をコストという概念に変えて、コストと資源を消費してコマンドを実行していくものに変更された。
占領地全体の収入と税率から算出される予算を情報（敵軍や拠点の調査、敵兵器の調査や奪取）、軍事（軍団の編成や移動、キャラクターの配属）、生産（兵器の生産）、開発（新兵器の開発や既存兵器の改良）、政策（内政および外交）、作戦（攻略作戦の立案や、各種特殊提案）の6分野に振り分け、振り分けた予算が一定値以上になるとコストが1増えるという仕組みである。次ターンへのコストの繰越はできないため、目的に応じた計画的な予算の割り振りが要求される。
また、作戦以外の5項目に対しては、キャラクターから「部下提案」が出されることがある。これは対象を制限される（たとえば生産なら「ジムの生産」、政策なら「占領地域の支援」など）が、通常のコマンドとして実行するよりもコストが少なくて済む。また、部下提案でしか実行できない行動も存在しており、この部下提案を如何にうまく利用するかも効率的な攻略には欠かせない要素である。

## 政策コマンド
これまでのシリーズの外交概念である「対外交渉」に加え、新たに「国内政策」と呼ばれる内政概念が搭載された。
国内政策は、自国の各パラメータ（議会勢力、国民支持、占領地域、反戦活動）に対して実行できる。数値は主に税率への不満・敵エリアの制圧によって悪化し、特に反戦活動が一定値に高まると暴動・反戦デモが発生（全部隊の士気や全キャラクターの忠誠の低下、一定の軍団の行動不可）し、議会勢力が和平側に傾くと停戦協定エンディングが早まるなどのデメリットが生じる。
対外交渉は、政治的団体3団体（サイド6、月面自治都市、木星資源開発）と軍需企業3企業（連邦ではアナハイム、ウェリントン、ハービックの3社、ジオンではジオニック、ツィマッド、MIPの3社）に対して実行できる。政治的団体および軍需企業ともそれぞれ3すくみの関係となっている（1つに援助すれば残り2つの外交値が低下する）。外交値が上昇するとMSの開発プランや収入や資源、コストのボーナスが得られたり、技術開発の経験値を増やしてくれるなどのメリットが得られ、一部イベントには外交値が関係しているものもある。なお、前作のように敵側軍需企業に対して外交はできなくなり、敵側軍需企業からの開発プランの入手及び兵器の入手は出来なくなった。ただし、それに替わるものとして、情報コマンドの中に「敵兵器の奪取」がある。
また、これらの数値を改善する方法として、前述の部下提案も可能であり、各キャラクターには、マスクデータとして「内政能力」「外交能力」の数値と提案タイプが設定されており、タイプ毎により効果やコストが異なる。なお、提案は階級が少佐以上のキャラクターに限定される。

## 登場人物・機体
前作まで登場しなかった『GUNDAM THE RIDE』『戦略戦術大図鑑』の登場人物が追加された反面、ゲーム作品（『機動戦士ガンダム外伝 THE BLUE DESTINY』『機動戦士ガンダム外伝 コロニーの落ちた地で…』）の登場人物やモビルスーツは全面的にカットされている。さらに本作にはゼロ・ムラサメらオリジナルキャラクターも登場しない。また、オリジナルモビルスーツとしてギャンM（ゲルググMに対応）、ギャンクリーガー（ゲルググイェーガーに対応）が追加され、両軍の最終機として新たにガンダム高機動型と高機動型ジオングが登場する。

### 改良システムの導入
開発した兵器は改良することにより、より強力な兵器とすることができる。この改良には2通りの方法がある。1つは、開発メニューで兵器毎に火力、運動性能、装甲、物資量を上下させることができる。改良を行った場合、その時点から該当兵器の生産の際に必ずこの補正が係る。改良は9段階行える。火力を上げると物資消費量が増える(継戦能力が下がる)、運動性能を上げると装甲が下がる、装甲を上げると運動性能が下がる、物資量を上げると生産資源が増大する。もう1つはパイロットが搭乗している機体に限り、パイロットの提案によってその機体のみを改良することができるものである。改良には各パイロットの好みがあり、例えばシャアは運動性能の向上を主に具申してくる傾向にある。

### 連邦軍初期兵器の強化
前作『ジオンの系譜』において連邦軍モードの序盤における難易度が高かったため、本作では序盤に使用する兵器（61式戦車、デプロッグなど）の能力が強化されている。それと対照的に、序盤におけるガンダムの圧倒的な強さがなくなっており、奇しくもガンダム1機が戦争を左右するわけではないことを体現している。

### ニュータイプ兵器の弱体化
ニュータイプ兵器のオールレンジ攻撃が通常兵器扱いからMAP兵器扱いになったため、ニュータイプ兵器（エルメス、ブラウ・ブロ、ジオング、パーフェクト・ジオング）が弱体化した。MAP兵器で攻撃（砲撃）した場合、攻撃対象ユニットが完全防御（反撃しない状態）と見なされて回避率が上昇するのと、通常兵器とニュータイプ兵器の同時攻撃だったのが片方のみの攻撃になったためである。

### 索敵時の不確定名の導入
本作から、戦場マップで索敵しただけでは不確定名（例えばプロトタイプガンダムなら「ツノツキ」、シャア専用ザクIIなら「アカイヤツ」）がわかるだけであり、このままの状態では命中率に若干のペナルティがかけられる。また、武装や能力、現在の耐久力や物資の残量も表示されない。確定名にするには、情報コマンドで敵兵器を調査する必要がある。敵兵器名が確定すれば、次回から索敵が成功すると機体名がすぐに表示され、命中率のペナルティも減少する。

## 忠誠の導入
各士官に忠誠が設定され、搭乗機が破壊される、軍団の指揮を直接指示する、昇格させる、搭乗機の改造提案を承認する、休暇を取らせる、などで上下する。この数値によって現れる現象としては 連邦・ジオン編において終盤になった際、忠誠の低い高官クラスの人材が独立して第三勢力になったり、政策などで積極的に提案するようになる（低いコストでより効果的なコマンドが出てくる）、オリジナルモードでは軍から脱走する、時期を問わず高官クラスが反乱軍を立ち上げるなどがある。
また、オリジナルモードにおける忠誠度は総大将との相性に影響される。たとえばアムロを総大将に選んでWB隊を配下にするとWB隊のメンバーの忠誠値が高くなり、ゴップを総大将に選ぶと誰を配下にしても忠誠値が軒並み低いといった具合である。

## 敗北条件の変化
前作『ジオンの系譜』においては、自軍の本拠地が陥落するか、あるいは自軍の総大将（ギレンやレビル）が乗るユニットが戦場で破壊されて戦死するか、という二つの条件で敗北判定が行われた。今作では、後者の判定が無くなったため、ともに高いステータスと階級を誇るギレンやレビルを遠慮なく戦線に投入することが可能となった。この仕様は『アクシズの脅威』にも継承されている。
ただし本作の場合、前述の政策コマンドの関係もあり、本作独自のゲームオーバー条件として「議会内の和平派勢力が停戦協定を結ぶ」というものが存在する。停戦協定の発生については計算式が設定されており、常に交戦派勢力を100%にしていても、二百数十ターン程度で必ず発生してしまう。前作第二部のように延々とゲームを続けられるわけではない。

## オリジナルモード
ゲームをクリアすると、登場するキャラの中から任意のキャラを大将としたオリジナルモードをプレイすることができる。このモードでは条件を満たすことで獲得できる「if-point」を使い、好きなキャラクターやユニットを選んで独自の軍を結成し、プレイすることとなる。勢力はプレイヤー勢力の他に、2つの勢力を登場させることができる（ゲーム中、反乱を起こさせることができれば、さらにもう1つ勢力を増やすことができる）。しかし、前作ジオンの系譜のような勢力毎の50ターンイベントはない。
オリジナルモードでの特典としては、以下の事項がある。
- 連邦軍、ジオン軍モードではありえない会話を、戦闘中に聞くことができる（例：ギレン&レビル、クリス&バーニィ、アムロ&ララァなど）。
- 主要なキャラクターに関しては、クリア時にどのような世界となったか、というオリジナルのエンディングが存在する。エンディングの種類はキャラによって異なり、それぞれの性格などが色濃く反映される物となっている。
- カミーユ・ビダン、ハマーン・カーン、パプテマス・シロッコ、フォウ・ムラサメ、テム・レイ（酸素欠乏症の状態）といった連邦・ジオンモードでは登場しないキャラクターを登場させられる。
- 情報コマンドに敵軍勢力に所属するキャラクターの忠誠や士気を低下させる「敵士官離反」が追加される。これによって敵軍キャラクターを脱走させたり、反乱軍を登場させるなどして、敵軍の戦力を間接的に削ぐことが出来る。しかし、反乱軍勢力は、その時点でのCPU陣営と同じ技術レベルかつ120部隊前後＋防衛力が最大に補正されて発生する（敵勢力が「分裂」という表現を使っているが、これは誤りである）。新規発生するこの反乱軍勢力を壊滅させる方が手間がかかるようになっている。
- 一部オリジナルモード専用のユニットが開発・生産できる。（ガンダム/シャア・アズナブル専用、リックドム/シャア・アズナブル専用）
- オリジナルMS高機動型ガンダムや高機動型ジオングなどを初期配備することはIF-LEVELをかなり上げないとできない。ただし、『攻略指令書』に収録されているコンプリートデータであれば即初期配備可能である。しかしながら、数機しか配置出来ない上、その兵器の開発レベルに応じて、敵の開発レベルが予算を度外視で吊り上がり、最高約40ターンで全開発レベルが15に達するため、逆にそのゲームを諦めるしか無くなる。

## 登場作品
テレビアニメ
- 機動戦士ガンダム
- 機動戦士Ζガンダム
- 機動戦士ガンダムΖΖ

OVA
- 機動戦士ガンダム0080 ポケットの中の戦争
- 機動戦士ガンダム0083 STARDUST MEMORY
- 機動戦士ガンダム 第08MS小隊

その他
- 機動戦士ガンダム（小説版）
- モビルスーツバリエーション （MSV）
- 機動戦士ガンダム 戦略戦術大図鑑
- GUNDAM THE RIDE

## 公式サイト
- 攻略指令書 - ウェイバックマシン（2002年12月31日アーカイブ分）